# Łucjan Kamieński
Łucjan Kamieński (ur. 7 stycznia 1885 w Gnieźnie, zm. 29 lipca 1964 w Toruniu) – polski muzykolog i kompozytor.

## Życiorys
Syn Maksymiliana, urzędnika celnego i Anieli z Giersbergów. W 1903 ukończył gimnazjum klasyczne we Wrocławiu. W tym samym czasie śpiewał w chórze katedralnym oraz uczył się muzyki u boku Maxa Filke’go. Przez bliżej nieokreślony okres uczęszczał do Seminarium Duchownym w Poznaniu. W latach 1903–1909 studiował w Hochschule für Musik w Berlinie u Maxa Brucha i Roberta Kahna (kompozycja) oraz na uniwersytecie muzykologię u Hermanna Kretzschmara i Johannesa Wolfa; w 1910 uzyskał stopień doktora. Już podczas studiów, działając w kołach robotniczych Berlina, wydał swoje pierwsze opus 60 Arbeitslieder. W latach 1909–1918 mieszkał w Królewcu, gdzie był redaktorem działu muzycznego „Königsberger Allgemeine Zeitung”. W 1919 był dyrygentem operetki objazdowej w Poznaniu, 1920 wicedyrektorem Akademii Muzycznej. Od 1922 profesor nadzwyczajny i kierownik katedry muzykologii Uniwersytetu Poznańskiego, od 1936 profesor zwyczajny, w latach 1938–1939 dziekan Wydziału Humanistycznego. W 1928 zorganizował i był prezesem Polskiego Towarzystwa Muzykologicznego, w 1930 założył przy katedrze muzykologii w Poznaniu pierwsze w Polsce archiwum fonograficzne; zgromadził nagrania z dwóch ekspedycji kaszubskich (1932, 1935), śląskiej (1937) oraz wędrówek po Wielkopolsce, Pomorzu, Kujawach, Pieninach. Archiwum (około 4 tysiące nagrań) zaginęło w czasie wojny, zachowały się jedynie transkrypcje opublikowane (1936) w tomie pieśni ludowych z Kaszub południowych. Do uczniów Kamieńskiego należeli Marek Kwiek, Zygmunt Latoszewski, Konrad Pałubicki, Jadwiga Sobieska i Marian Sobieski, Leon Witkowski. W 1939 aresztowany przez gestapo pod zarzutem działalności antyniemieckiej, został w końcu listopada zwolniony na skutek interwencji żony (niemieckiej śpiewaczki Lindy Harder, z którą ożenił się w 1913). Podczas okupacji niemieckiej pracował jako archiwista w Bibliotece im. Raczyńskich w Poznaniu. W 1941 wciągnięto go na volkslistę, za co we wrześniu 1946 sąd PRL skazał go na 3 lata więzienia i utratę mienia; już w październiku został ułaskawiony, a w 1960 sąd zarządził zatarcie skazania. W latach 1949–1957 był nauczycielem Państwowej Średniej Szkoły Muzycznej w Toruniu. Odsunięty od instytucji akademickich, pozbawiony możliwości badań zespołowych, próbował pracować samotnie (w latach 50. nagrał 150 płyt miękkich na Kaszubach), w końcu jednak zwrócił się ku kompozycji. Dorobek kompozytorski Kamieńskiego sprzed 1939 w większości zaginął (m.in. cała twórczość symfoniczna, utwory sceniczne).
Zmarł 28 lipca 1964 w Toruniu. Pochowany na Cmentarzu św. Jerzego.

## Ordery i odznaczenia
- Złoty Krzyż Zasługi (11 listopada 1936)[2]
- Srebrny Wawrzyn Akademicki (4 listopada 1937)[3]
- Krzyż Oficerski Orderu Białego Lwa (Czechosłowacja, 1930)

## Kompozycje (wybór)
- 60 Arbeitslieder na głos i fortepian do słów własnych
- Thamar, dramat muzyczny
- Pieśni ludowe polskie na głos i fortepian op. 20
- Sonata d-moll na skrzypce i fortepian op. 18
- Fantaisie sur des Noëls Polonais (Kolędy Polskie) pour piano seul op. 17
- Kołem, oj kołem..., pieśń na głos z fortepianem do słów Lucjana Rydla
- Choćbym nie chciał, pieśń na głos z fortepianem do słów Lucjana Rydla
- Pieśń o morzu naszym na głos z fortepianem
- Pobudka na 4-głosowy chór męski i orkiestrę dętą
- Kurdesze studenckie na głos z fortepianem do słów własnych
- 5 Pieśni wielkopostnych na chór męski a cappella
- Kaszebście nuti (Pieśni kaszubskie), 13 pieśni na głos z fortepianem
- Damy i huzary, opera komiczna do libretta kompozytora według Aleksandra Fredry
- Rola wielkopolska, pieśń ludowa na chór męski a cappella